# Демченко, Всеволод Яковлевич
Все́волод Я́ковлевич Де́мченко (1875—1933) — русский инженер, предприниматель и политический деятель. Член IV Государственной думы от города Киева.

## Биография
Родился 1 (13) марта 1875 года в семье потомственного дворянина, публициста и журналиста Якова Григорьевича Демченко. Двоюродный брат историка права Г. В. Демченко.
Окончил Киевскую 4-ю гимназию (1893) и Санкт-Петербургский институт инженеров путей сообщения (1898).
С 1899 по 1903 год служил в Обществе Московско-Киево-Воронежской железной дороги, состоя причисленным к Министерству путей сообщения. В 1898—1902 годах в должности старшего инженера принимал участие в строительстве Киево-Полтавской железной дороги. В 1902 году стал заниматься казёнными подрядами, домостроительством и торговлей недвижимостью в Киеве, заработав состояние в несколько миллионов рублей.
В 1906 году руководил работами по реконструкции улиц Киева, предпринятой городской думой. Некоторые из построенных им мостовых стоят до сих пор, например мостовая на улице Архитектора Городецкого. Разбогатев на строительстве дорог, проводившемся ударными темпами (тем не менее, работы проходили по новейшим европейским технологиям и на высоком качественном уровне, впоследствии опыт Киева был перенят Москвой и Одессой). Демченко стал владельцем шести домов в Киеве, оцененных в 200 тысяч рублей. Кроме того, владел землей в Киевской и Херсонской губерниях (2650 десятин).
Занимался общественной и политической деятельностью. Состоял почетным мировым судьей города Киева (с 1900 года) и Елисаветградского уезда Херсонской губернии. В 1906 году был избран гласным Киевской городской думы, Черкасского уездного и Киевского губернского земских собраний. Возглавлял мостовую комиссию Киевской городской думы, заведывал благоустройством и мощением городских улиц, перепланировкой города. В 1911 году был избран председателем Киевской уездной земской управы, а также возглавил бюджетную комиссию Киевского губернского земства.
Кроме того, состоял старостой Александро-Невской церкви, почетным попечителем Киевской 4-й гимназии, членом Киевского вольного пожарного общества, организованного состоятельными любителями активного досуга, членом правления Киевского политехнического института и председателем Киевского отделения Императорского Общества судоходства. Был одним из лидеров Киевского клуба русских националистов.
В 1912 году баллотировался в Государственную думу как кандидат от Комитета объединённых русских партий и союзов Киева. Был избран 1-м съездом городских избирателей. Входил во фракцию русских националистов и умеренно-правых (ФНУП), после её раскола в августе 1915 стал, наряду с А. И. Савенко и В. В. Шульгиным, одним из лидеров группы прогрессивных националистов. Выступал за сотрудничество с октябристами и прогрессистами, входил в Прогрессивный блок. Это стало поводом для уменьшения его авторитета среди правых. Состоял товарищем председателя комиссий: о путях сообщения, по городским делам, о местном самоуправлении. Входил в комиссии: бюджетную, о торговле и промышленности, финансовую, по военным и морским делам. В апреле—июне 1916 года был членом парламентской делегации под председательством А. Д. Протопопова, посетившей ряд европейских стран.
В августе 1915 года был избран членом Особого совещания для обсуждения и объединения мероприятий по перевозке топлива, продовольственных и военных грузов. В этом же году руководил снарядным заводом.
Во время Февральской революции был в Киеве, 1 марта принимал участие в совещании в Киевской городской управе, образовавшем при управе Комитет общественных организаций. Тогда же выехал в Петроград. По должности председателя Киевской уездной земской управы был назначен уездным комиссаром Временного правительства.
После Октябрьской революции жил в Киеве. После занятия Киева большевиками Демченко был избит при попытке оказать сопротивление экспроприаторам, от расстрела его спасло бегство красных из города. В 1918 году сотрудничал с администрацией гетмана Скоропадского, входил в антибольшевистский Совет государственного объединения России, играл большую роль в Союзе промышленности, торговли, финансов и сельского хозяйства. В ноябре 1918 года с правом совещательного голоса участвовал в Ясском совещании с представителями Антанты.
В 1919 году эмигрировал, в 1921 году находился в Австрии, в 1924 году проживал в Висбадене.
Умер 20 сентября 1933 года в Логастрелло (коммуна Комано) в Италии. Был вдовцом, имел сына Бориса (1901—?).

## Награды
- Орден Святого Станислава 2-й ст.;
- Орден Святой Анны 2-й ст. (1915).
- знак отличия «за труды по землеустройству»